# Самойлов (хутор)
Самойлов — хутор в Гулькевичском районе Краснодарского края России. Входит в состав Новоукраинского сельского поселения.

## География
На хуторе одна улица — ул. Красная.

## Население
| 2002 | 2010 | 2021 |
| ---- | ---- | ---- |
| 299  | ↗364 | ↘276 |

## Известные жители
- Ливада, Николай Николаевич (1941) — российский художник, живописец, график, сценограф.